# Isao Tomita
Isao Tomita (冨田 勲?, Tomita Isao; Tokyo, 22 aprile 1932 – Tokyo, 5 maggio 2016) è stato un compositore, tastierista, arrangiatore giapponese noto per le sue trascrizioni in chiave elettronica di partiture classiche.

## Biografia
Studiò privatamente musica classica, nonché Storia dell'arte all'Università Keio, laureandosi nel 1955. Dapprima compositore e artista di musica acustica, Tomita ricevette commissioni sempre più importanti. A lui sono attribuite molte composizioni per programmi televisivi, fra cui un brano usato durante i giochi olimpici australiani del 1956, la colonna sonora del documentario White Lion, e alcune sigle di serie animate di Osamu Tezuka.
Dopo aver ascoltato l'album di Wendy Carlos Switched-On Bach, che godette ottimi riscontri commerciali verso la fine degli anni sessanta, Tomita si interessò alla musica elettronica. Il suo album Snowflakes Are Dancing del 1974, contenente alcune partiture per pianoforte di Debussy arrangiate con il sintetizzatore, venne seguita da altre reinterpretazioni (spesso di successo) in chiave elettronica di musica classica, che comprendono Firebird (1975), e The Bermuda Triangle (1979). Grand Canyon (1982) è il suo primo album arrangiato con apparecchiature digitali. 
Tomita era il presidente onorario della Japan Synthesizer Association. È morto il 5 maggio 2016 per un'insufficienza cardiaca.

## Discografia parziale
- 1974 - Nostradamus no daiyogen
- 1974 - Snowflakes Are Dancing
- 1975 - Pictures at an Exhibition
- 1975 - Firebird
- 1976 - The Planets
- 1977 - Sound Creature
- 1978 - Kosmos (originalmente intitolato Space Fantasy)
- 1978 - Bermuda Triangle
- 1979 - Tomita's Greatest Hits (compilation)
- 1979 - Daphnis et Chloé
- 1981 - Greatest Hits Volume 2 (compilation)
- 1982 - Grand Canyon
- 1984 - Dawn Chorus (Canon of the Three Stars)
- 1984 - Best of Tomita (compilation)
- 1984 - Space Walk - Impressions Of An Astronaut (compilation)
- 1985 - Mind of the Universe - Live at Linz
- 1988 - Back to the Earth - Live in New York
- 1989 - Misty Kid of Wind
- 1992 - Storm from the East
- 1993 - School
- 1994 - The First Emperor (pubblicato come supervisore musicale)
- 1994 - Shin Nihon Kikou
- 1994 - Nasca Fantasy (con Kodō)
- 1996 - Bach Fantasy